# Виктор Смирноф
Виктор Смирноф (на френски: Victor Smirnoff; на руски: Виктор Смирноф) е френски психоаналитик и психиатър от руски произход.

## Биография
Роден е на 27 ноември 1919 година в Петроград (днес Санкт Петербург), Русия, в семейство на лекари. Родителите му емигрират след като болшевиките идват на власт. През 1929 г. се премества в Париж, където започва да учи медицина и работи с Жорж Йойер. Със спечелена стипендия заминава за САЩ през 1950 г., за да учи детска психиатрия. Завръща се през 1954 и става анализант на Жак Лакан по идея на Владимир Гранов. След разцепването на Парижкото психоаналитично общество Смирноф решава да се отдалечи от Лакан, но същевременно му признава приносите.
Смирноф взема участие в организирането на преподаването в Салпетриерата заедно с Жан-Луи Ланг и Даниел Видлохер. През 1975 и 1984 г. е президент на Френската психоаналитична асоциация.
На Смирноф е заслугата за превеждането на книгата на Доналд Уиникът „Преходни обекти и преходен феномен“ (1953) и тази на Мелани Клайн – „Завист и благодарност“ (1955).
Умира на 5 ноември 1994 година в Париж на 74-годишна възраст.